# Gesellschaft zur Unterstützung der Volkskämpfe
Die Gesellschaft zur Unterstützung der Volkskämpfe (GUV) war eine Massenorganisation des Kommunistischen Bundes Westdeutschland (KBW) für ausgebildete Akademiker, die unter diesem Namen von 1974 bis 1979 bestand.

## Geschichte
Eine Intellektuellenorganisation mit dem Namen Gesellschaft zur Unterstützung der Volkskämpfe hatte Anfang der 1970er Jahre bereits die Kommunistische Gruppe (Neues Rotes Forum) Mannheim/Heidelberg [KG (NRF)], eine der wichtigsten Vorläuferorganisationen des KBW, ins Leben gerufen. Ein wichtiger Grund, für Akademiker eine eigene Gesellschaft außerhalb der KG (NRF) bzw. später des KBW zu gründen, war, dass diese die Statistik des KBW negativ beeinflusst hätten. Doppelmitgliedschaften GUV und KBW kamen allerdings vor. Der KBW sah sich als proletarische Organisation, seine Mitglieder und Sympathisanten waren in der Anfangsphase aber hauptsächlich Studenten bzw. Menschen mit Studienabschlüssen, die allerdings nicht immer in Berufen, die ihrer Qualifikation entsprachen, arbeiten konnten.
Die GUVs arbeiteten auf der Grundlage des Programms des KBW (Diktatur des Proletariats) und wurden von dessen Ortsgruppen (ab 1976 von den Bezirksverbänden) angeleitet. Schwerpunkte ihrer Tätigkeit waren Kämpfe gegen Fahrpreiserhöhungen im öffentlichen Nahverkehr, gegen Kernkraftwerke in kapitalistischen Ländern, gegen „Berufsverbote“, gegen „Notenterror“ usw.
Zu verschiedenen Themen gaben einzelne GUVs Broschüren heraus.
Anfang 1976 hatten die Gesellschaften zur Unterstützung der Volkskämpfe 741 Mitglieder, in der Überzahl Lehrer, dazu Ärzte, Anwälte, Professoren und Architekten. Die GUV wurde durch ZK-Beschluss am 21. Januar 1979 in die Vereinigung für revolutionäre Volksbildung – Soldaten und Reservisten (VrV -SR) umgewandelt.
Der mit Unterstützung der KG (NRF) gegründete Kommunistische Bund Wien (später Kommunistischer Bund Österreichs) hatte eine der GUV entsprechende Massenorganisation, die Vereinigung zur Unterstützung der Volkskämpfe.

## Zitat
„Die Organisation der Intellektuellen (mit dem Namen 'Gesellschaft zur Unterstützung der Volkskämpfe' – GUV) arbeitet mit den einzelnen Ortsgruppen des KBW eng zusammen. Sie ist keine Grundeinheit des KBW, sondern eine selbständige Organisation, die aber den Weg zum Sozialismus, wie er im Programm des KBW beschrieben wird, für richtig hält und deshalb zu ihren Mitgliedschaftskriterien die Anerkennung des KBW-Programms gemacht hat. […]“
„[…] Es ist ihre Aufgabe, den KBW, der sie durch Überzeugungsarbeit dafür gewonnen hat, dabei zu unterstützen, ‚die Arbeiterklasse und die breiten Volksmassen für den Kommunismus und die Diktatur des Proletariats als politische Voraussetzung für die soziale Revolution zu gewinnen.‘“ [Dokument des ZK des KBW]. „Sie tun das,
- indem sie durch das Verteilen von Flugblättern oder durch den Verkauf von Zeitungen helfen, der bürgerlichen Presse kommunistische Anschauungen entgegenzuhalten;
- indem sie die politischen Aktivitäten des KBW in Stadt und Land unterstützen, z. B. durch Stadtteilarbeit etc.
[…]‘

## Ehemalige Mitglieder
In der GUV waren diejenigen KBW-Anhänger mit akademischen Berufen organisiert, die nicht direkt Mitglieder der Kaderpartei KBW werden konnten, u. a.:
- Franz Dick
- Eberhard Kempf
- Ulla Schmidt
- Matthias Tomczak

## Veröffentlichungen (Auswahl)
- Das Betriebsgesundheitswesen in die Hand des arbeitenden Volkes, Hrsg. Sektion Sozialpolitik der Gesellschaft zur Unterstützung der Volkskämpfe, Heidelberg: Sendler 1973, 2. Aufl. 1974
- Typhusepidemie : Geschäft der Kapitalisten contra Gesundheit der Bevölkerung, Heidelberg: GUV 1974
- 25 Jahre Grundgesetz : 25 Jahre Kapitalherrschaft im Namen des Volkes, Freiburg: GUV (ca. 1975)
- Weg mit dem § 218. Das Volk selber soll entscheiden, Plankstadt: Sendler 1975, ISBN 3-88048-019-2
- Die Kirche in Münster und das Abtreibungsverbot, hrsg. von der Sektion Sozialpolitik der GUV, Münster: Kommunistische Gruppe, 1975
- Einheitsschule bis zum 18. Lebensjahr unter der Kontrolle des Volkes, Hannover: GUV 1975
- Die Profitproduktion ruiniert die Gesundheit der arbeitenden Klassen, GUV/Arbeitskreis Betriebsgesundheitswesen, Heidelberg: Sendler 1976
- Meeresforschung, rücksichtslose Ausbeutung der Meere : und wissenschaftliche Erkenntnisse, die die Regierung nicht tolerieren kann, Mannheim: Sendler 1976 ISBN 3-88048-032-2
- Schulreifetest – Grobauslese zur Sonderschule : ein ausgeklügeltes Unterdrückungssystem zwecks Abrichtung zum Lohnsklaven, Bremen: GUV(Bremen-Unterweser), [1979]